# KDE neon
KDE neon è una distribuzione Linux di origine inglese, basata su Debian e Ubuntu LTS, con pacchetti aggiuntivi derivati da KDE Plasma e QT. La distribuzione è stata rilasciata a giugno 2016. La versione 5.13 rilasciata il 26 settembre 2018, è stata la prima basata sia su Ubuntu 16.04 che Ubuntu 18.04. Dopo il primo annuncio di KDE Neon, questa distribuzione ha iniziato ad essere usata da un numero sempre maggiore di utenti Linux, comparendo fra i primi 20 posti in termini di popolarità su DistroWatch.

## Differenze da Kubuntu
Siccome sia KDE Neon che Kubuntu sono basati su KDE Plasma, spesso c'è confusione fra le due distribuzioni. Tuttavia, Kubuntu si concentra su release stabili e versioni LTS (dall'inglese, "Long Term Support"), viceversa KDE Neon è più orientato a versioni sviluppatore. Gli aggiornamenti dei pacchetti possono essere fatti con APT anche se il sistema consiglia (e forza) l'uso di PackageKit, in modo da evitare possibili problemi durante l'installazione.

## Software Preinstallati
Sono presenti alcuni software, fra cui:
- Firefox
- Python
- Okular
- VLC